# نیکلاس مونرو
 نیکلاس مونروو (انگلیسی: Nicholas Monroe؛ زاده ۱۲ آوریل ۱۹۸۲) یک تنیس‌باز اهل ایالات متحده آمریکا است.